# Johann Wilhelm Matthias Wöhler
Johann Wilhelm Matthias Wöhler (* 12. März 1781 in Stapelburg; † 3. Juni 1873 in Ludwigslust) war ein deutscher Lehrer und Kantor.

## Leben
Johann Wöhler war der zweite Sohn des Schafmeisters Wilhelm Wöhler (1756–1831) und dessen Ehefrau Maria, geborene Barthel (1762–1846). Auf der Flucht vor französischen Werbern floh er nach Rügen, wo er als Lehrer und Kantor arbeitete. Von 1820 bis 1837 war Wöhler Hofsänger in Ludwigslust. Von 1824 bis 1853 war er auch Gesangslehrer am Ludwigsluster Seminar und von 1837 bis 1843 Organist an der dortigen Hofkirche. Außerdem war er noch Schreiblehrer an der „Lateinischen Schule“ in Ludwigslust.

## Werke
- Melodien zu den Gesangbüchern im Großherzogthume Mecklenburg-Schwerin, zum Schul- und häuslichen Gebrauche. Parchim und Ludwigslust 1840